# Monacos Grand Prix 2011
Monacos Grand Prix 2011, officiellt Formula 1 Grand Prix de Monaco 2011, var en Formel 1-tävling som hölls den 29 maj 2011 på Circuit de Monaco i Monaco. Det var den sjätte tävlingen av Formel 1-säsongen 2011 och kördes över 78 varv. Vinnare av loppet blev Sebastian Vettel för Red Bull, tvåa blev Fernando Alonso för Ferrari och trea blev Jenson Button för McLaren.

## Kvalet

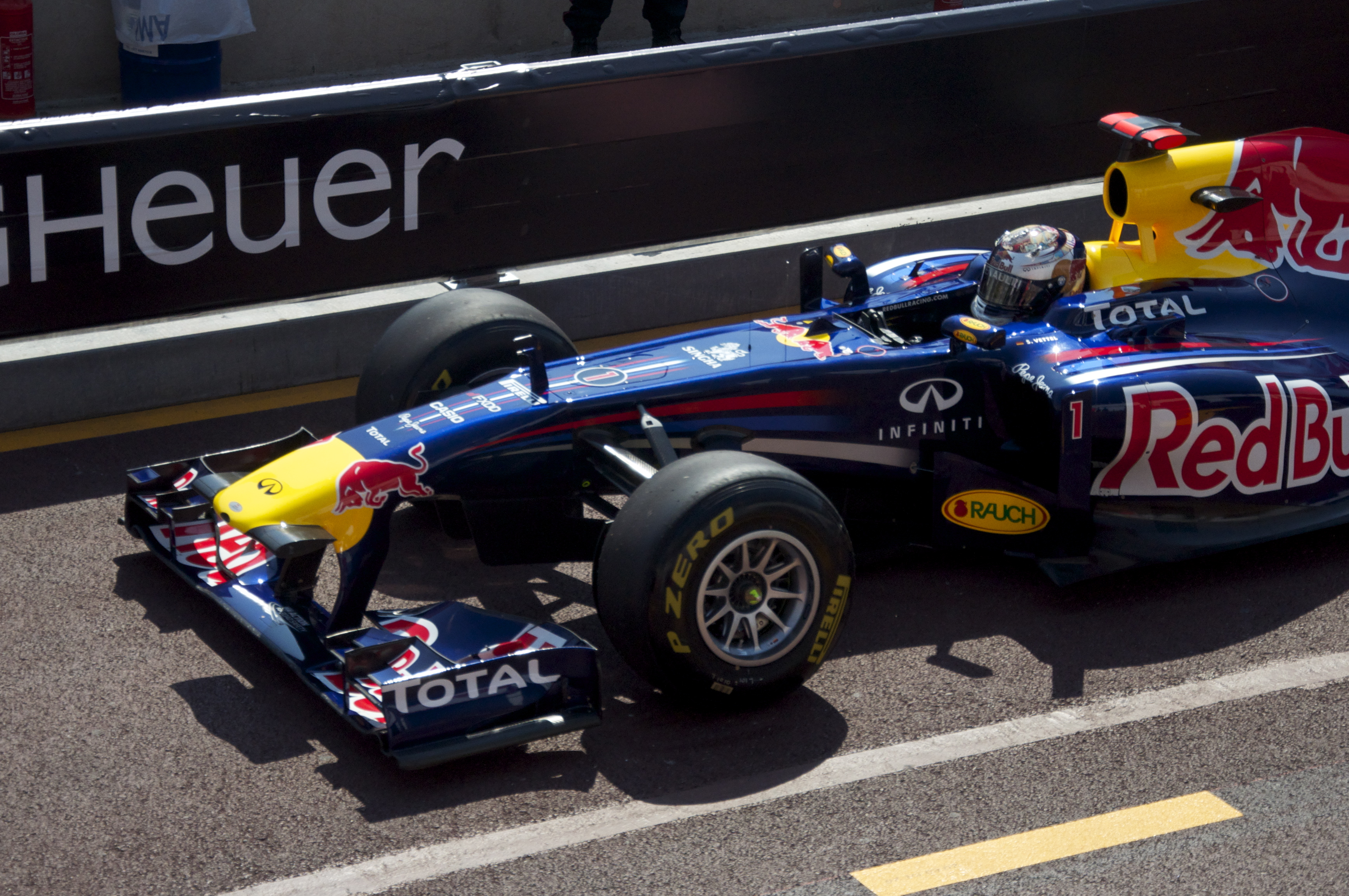
Sebastian Vettel tog pole position...

| KR. | Nr | Förare             | Konstruktör                | Q1        | Q2       | Q3        | Grid |
| --- | -- | ------------------ | -------------------------- | --------- | -------- | --------- | ---- |
| 1   | 1  | Sebastian Vettel   | Red Bull-Renault           | 1.15,606  | 1.14,277 | 1.13,556  | 1    |
| 2   | 4  | Jenson Button      | McLaren-Mercedes           | 1.15,397  | 1.14,545 | 1.13,997  | 2    |
| 3   | 2  | Mark Webber        | Red Bull-Renault           | 1.16,087  | 1.14,742 | 1.14,019  | 3    |
| 4   | 5  | Fernando Alonso    | Ferrari                    | 1.16,051  | 1.14,569 | 1.14,483  | 4    |
| 5   | 7  | Michael Schumacher | Mercedes                   | 1.16,092  | 1.14,981 | 1.14,682  | 5    |
| 6   | 6  | Felipe Massa       | Ferrari                    | 1.16,309  | 1.14,648 | 1.14,877  | 6    |
| 7   | 8  | Nico Rosberg       | Mercedes                   | 1.15,858  | 1.14,741 | 1.15,766  | 7    |
| 8   | 12 | Pastor Maldonado   | Williams-Cosworth          | 1.15,819  | 1.15,545 | 1.16,528  | 8    |
| 9   | 3  | Lewis Hamilton     | McLaren-Mercedes           | 1.15,207  | 1.14,275 | Ingen tid | 9    |
| 10  | 17 | Sergio Pérez       | Sauber-Ferrari             | 1.15,918  | 1.15,482 | Ingen tid | DNS  |
| 11  | 10 | Vitalij Petrov     | Renault                    | 1.16,378  | 1.15,815 |           | 10   |
| 12  | 11 | Rubens Barrichello | Williams-Cosworth          | 1.16,616  | 1.15,826 |           | 11   |
| 13  | 16 | Kamui Kobayashi    | Sauber-Ferrari             | 1.16,513  | 1.15,973 |           | 12   |
| 14  | 15 | Paul di Resta      | Force India-Mercedes India | 1.16,813  | 1.16,118 |           | 13   |
| 15  | 14 | Adrian Sutil       | Force India-Mercedes       | 1.16,600  | 1.16,121 |           | 14   |
| 16  | 9  | Nick Heidfeld      | Renault                    | 1.16,681  | 1.16,214 |           | 15   |
| 17  | 18 | Sébastien Buemi    | Toro Rosso-Ferrari         | 1.16,358  | 1.16,300 |           | 16   |
| 18  | 20 | Heikki Kovalainen  | Lotus-Renault              | 1.17,343  |          |           | 17   |
| 19  | 21 | Jarno Trulli       | Lotus-Renault              | 1.17,381  |          |           | 18   |
| 20  | 19 | Jaime Alguersuari  | Toro Rosso-Ferrari         | 1.17,820  |          |           | 19   |
| 21  | 24 | Timo Glock         | Virgin-Cosworth            | 1.17,914  |          |           | 20   |
| 22  | 25 | Jérôme d'Ambrosio  | Virgin-Cosworth            | 1.18,736  |          |           | 21   |
| 23  | 22 | Narain Karthikeyan | HRT-Cosworth               | Ingen tid |          |           | 22   |
| 24  | 23 | Vitantonio Liuzzi  | HRT-Cosworth               | Ingen tid |          |           | 23   |

| Vidare från första kvalrundan ▬▬ Vidare från andra kvalrundan ▬▬ |

Noteringar:
- ^1  — Sergio Pérez skadades under en krasch i kvalet. Pérez startade därför inte i loppet dagen efter.[1]

## Loppet

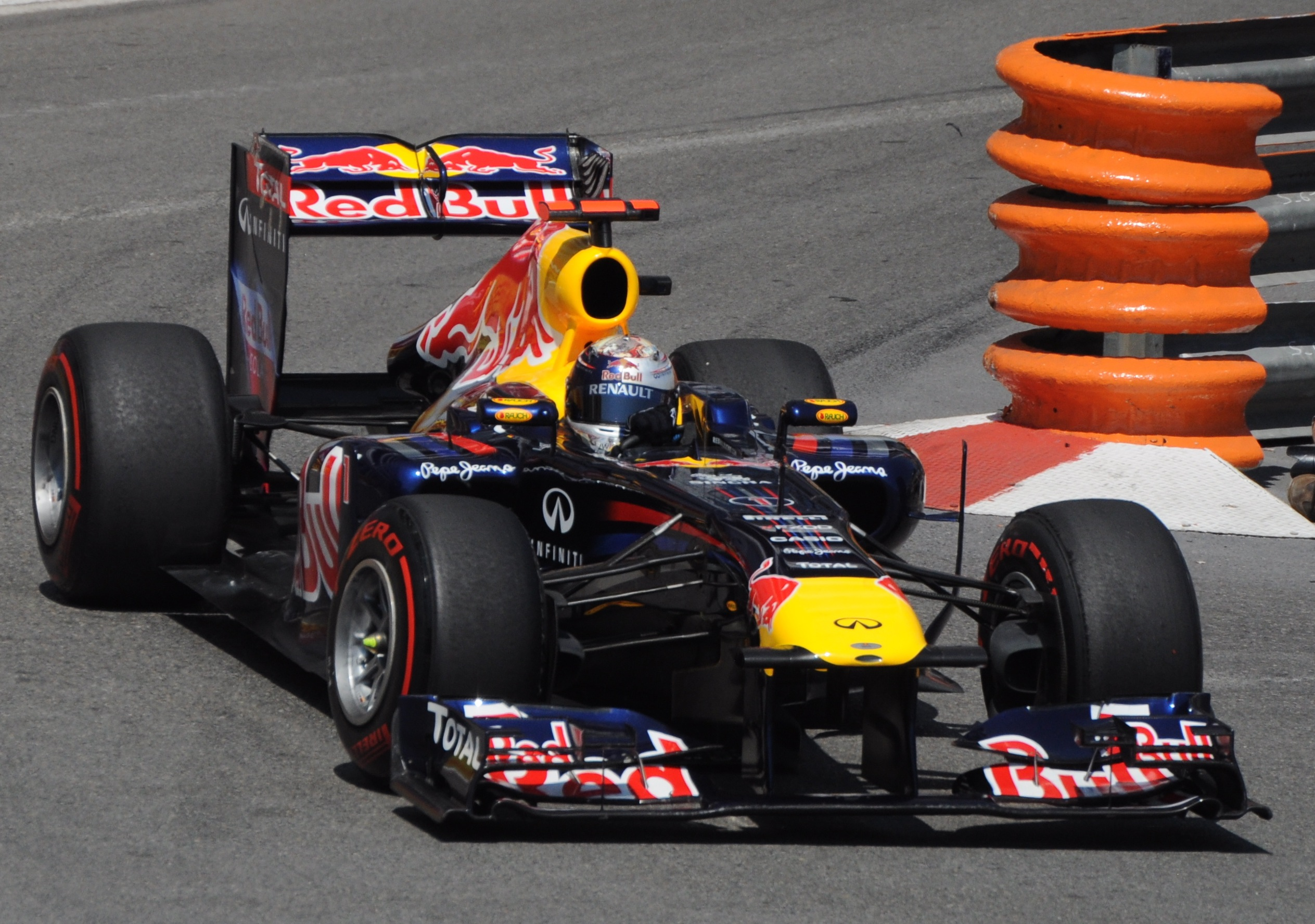
...Och vann loppet.

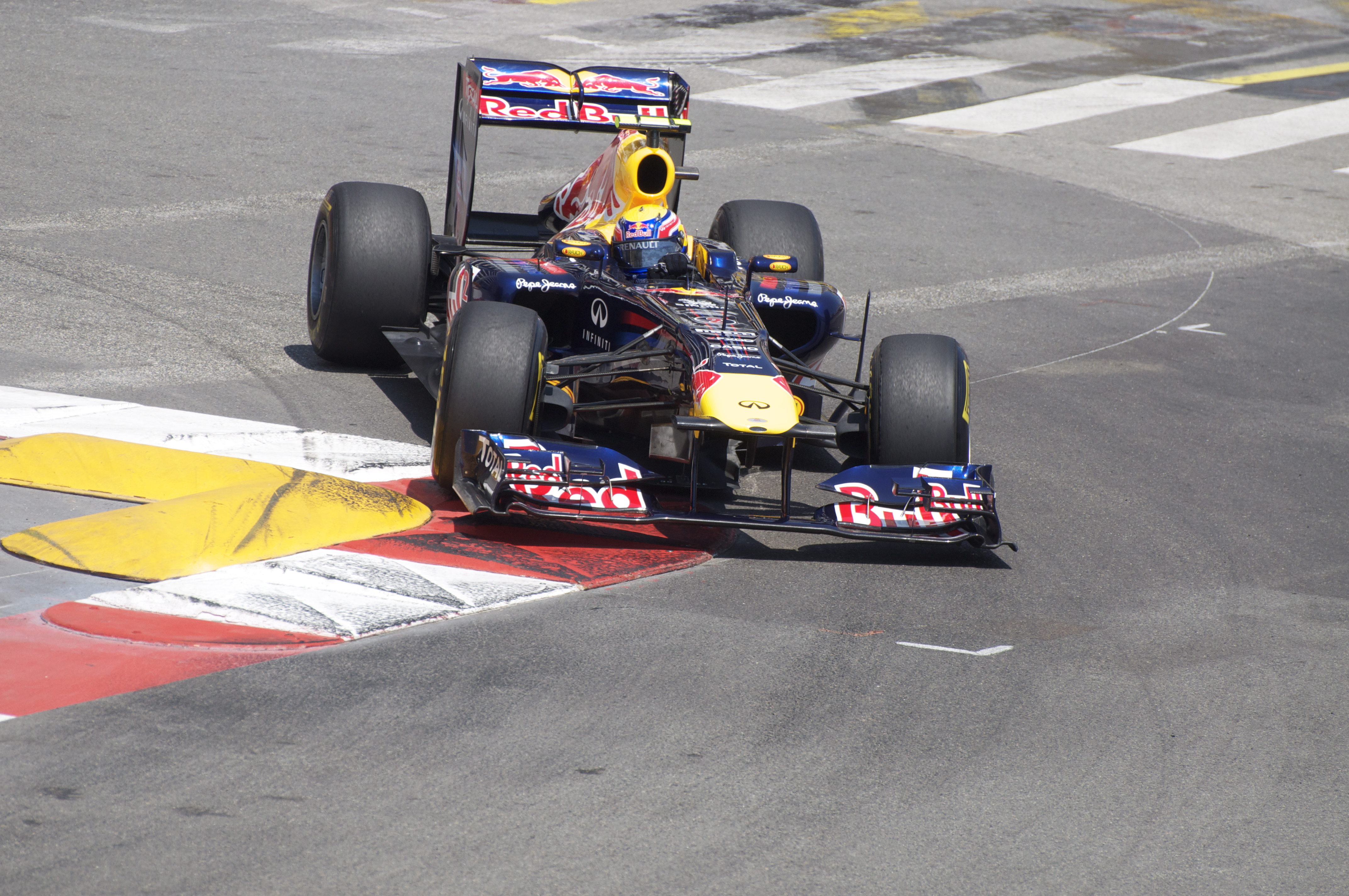
Mark Webber satte tävlingens snabbaste varv.

| Pos. | Nr | Förare             | Konstruktör          | Varv | Tid         | Grid | P  |
| ---- | -- | ------------------ | -------------------- | ---- | ----------- | ---- | -- |
| 1    | 1  | Sebastian Vettel   | Red Bull-Renault     | 78   | 2:09.38,373 | 1    | 25 |
| 2    | 5  | Fernando Alonso    | Ferrari              | 78   | +1,138      | 4    | 18 |
| 3    | 4  | Jenson Button      | McLaren-Mercedes     | 78   | +2,378      | 2    | 15 |
| 4    | 2  | Mark Webber        | Red Bull-Renault     | 78   | +23,101     | 3    | 12 |
| 5    | 16 | Kamui Kobayashi    | Sauber-Ferrari       | 78   | +26,916     | 12   | 10 |
| 6    | 3  | Lewis Hamilton     | McLaren-Mercedes     | 78   | +47,210     | 9    | 8  |
| 7    | 14 | Adrian Sutil       | Force India-Mercedes | 77   | +1 varv     | 14   | 6  |
| 8    | 9  | Nick Heidfeld      | Renault              | 77   | +1 varv     | 15   | 4  |
| 9    | 11 | Rubens Barrichello | Williams-Cosworth    | 77   | +1 varv     | 11   | 2  |
| 10   | 18 | Sébastien Buemi    | Toro Rosso-Ferrari   | 77   | +1 varv     | 16   | 1  |
| 11   | 8  | Nico Rosberg       | Mercedes             | 76   | +2 varv     | 7    |    |
| 12   | 15 | Paul di Resta      | Force India-Mercedes | 76   | +2 varv     | 13   |    |
| 13   | 21 | Jarno Trulli       | Lotus-Renault        | 76   | +2 varv     | 18   |    |
| 14   | 20 | Heikki Kovalainen  | Lotus-Renault        | 76   | +2 varv     | 17   |    |
| 15   | 25 | Jérôme d'Ambrosio  | Virgin-Cosworth      | 75   | +3 varv     | 21   |    |
| 16   | 23 | Vitantonio Liuzzi  | HRT-Cosworth         | 75   | +3 varv     | 23   |    |
| 17   | 22 | Narain Karthikeyan | HRT-Cosworth         | 74   | +4 varv     | 22   |    |
| 18   | 12 | Pastor Maldonado   | Williams-Cosworth    | 73   | Kollision   | 8    |    |
| Ret  | 10 | Vitalij Petrov     | Renault              | 67   | Kollision   | 10   |    |
| Ret  | 19 | Jaime Alguersuari  | Toro Rosso-Ferrari   | 66   | Kollision   | 19   |    |
| Ret  | 6  | Felipe Massa       | Ferrari              | 32   | Olycka      | 6    |    |
| Ret  | 7  | Michael Schumacher | Mercedes             | 32   | Brand       | 5    |    |
| Ret  | 24 | Timo Glock         | Virgin-Cosworth      | 30   | Upphängning | 20   |    |
| DNS  | 17 | Sergio Pérez       | Sauber-Ferrari       | 0    | Skada       | –    |    |

| Förare och stall som tog poäng ▬▬ |

Noteringar:
- ^1  — Lewis Hamilton fick 20 sekunder bestraffning för att ha orsakat en kollision med Pastor Maldonado.

## Ställning efter loppet
|   | Pos. | Förare           | Poäng |
| - | ---- | ---------------- | ----- |
| ▬ | 1    | Sebastian Vettel | 143   |
| ▬ | 2    | Lewis Hamilton   | 85    |
| ▬ | 3    | Mark Webber      | 79    |
| ▬ | 4    | Jenson Button    | 76    |
| ▬ | 5    | Fernando Alonso  | 69    |

|   | Pos. | Konstruktör      | Poäng |
| - | ---- | ---------------- | ----- |
| ▬ | 1    | Red Bull-Renault | 222   |
| ▬ | 2    | McLaren-Mercedes | 161   |
| ▬ | 3    | Ferrari          | 93    |
| ▬ | 4    | Renault          | 50    |
| ▬ | 5    | Mercedes         | 40    |

- Notering: Endast de fem bästa placeringarna i vardera mästerskap finns med på listorna.